# Elementär talteori
Elementär talteori är en gren inom talteorin där heltalen studeras utan användning av någon av teknikerna från andra matematikområden. Frågor om delbarhet, Euklides algoritm för att beräkna största gemensamma delaren, primtalsfaktorisering, undersökning av perfekta tal och kongruenser hör hemma här. Exempel på satser är Fermats lilla sats, Eulers sats, den kinesiska restklassatsen och kvadratiska reciprocitetssatsen.
Undersökning av egenskaperna hos aritmetiska funktioner som Möbiusfunktionen och Eulers φ-funktion samt heltalsföljder såsom fakulteten och Fibonaccital ingår också.
Många frågor inom den elementära talteorin är exceptionellt svåra och kräver helt nya angreppssätt. Några exempel är
- Goldbachs förmodan som rör jämna heltal som är summan av två primtal
- Catalans förmodan rörande heltalsdigniteter i följd
- Primtalstvillingsförmodan om antalet primtalstvillingar
- Collatz förmodan om enkel iteration
- Diofantiska ekvationer som har visat sig "olösbara". Se även Hilberts tionde problem.